# Martin Bold Orion
Il WS-199B Bold Orion era un missile balistico aviolanciato ALBM (Air-Launched Ballistic Missile) a testata nucleare, con secondarie capacità antisatellite, prodotto dalla Martin in collaborazione con la Boeing e rimasto allo stadio sperimentale. Secondo i registri dell'US Air Force, tra il 26 maggio 1958 e il 13 ottobre 1959 sono stati lanciati un totale di 12 missili Bold Orion da aerei Boeing B-47 Stratojet sulle acque dell'Atlantic Missile Range.

## Storia del progetto

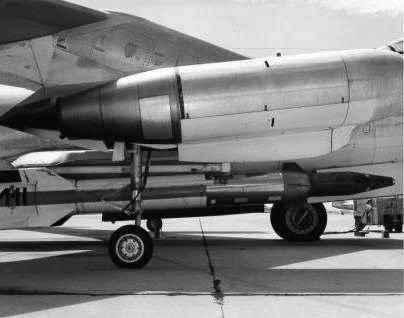
Un missile WS-199B Bold Orion agganciato al pilone subalare di un B-47 Stratojet.

Nel 1957 il Pentagono avviò il progetto Weapon System WS 199 relativo ad una serie di missili balistici lanciati da aerei (ALBM, Air Launched Ballistic Missile) destinati ad essere lanciati lontano dai confini nemici. Dotati di adeguata autonomia questi missili avrebbero messo al riparo i bombardieri dello Strategic Air Command dell'United States Air Force dalla reazione dei sistemi di difesa aerea allora in corso di sviluppo, così come invece sarebbe accaduto se fossero stati equipaggiati con il normale munizionamento nucleare di caduta. Vennero contattate parecchie aziende al fine di avviare contemporaneamente lo sviluppo di diversi modelli di missili. Nelle intenzioni dell'USAF uno di questi missili doveva rappresentare la risposta all'introduzione del nuovo SLBM imbarcato UGM-27 Polaris da parte dell'US Navy, ed esso ottenne i relativi finanziamenti con l'autorizzazione del Congresso degli Stati Uniti rilasciata nel corso del 1957.  Il contratto di sviluppo assegnato all'inizio del 1958 alla Glenn L. Martin Company, in coppia con la Boeing Airplane, fu designato WS-199B, nome in codice BOLD ORION. Come aereo vettore la Boeing propose l'utilizzo di una apposita versione del suo bombardiere Boeing B-47 Stratojet. Il progetto del missile ALBM Bold Orion era semplice, in quanto utilizzava parti già sviluppate per altri sistemi missilistici al fine di ridurre i costi e i tempi di sviluppo del progetto. La configurazione iniziale era monostadio, e utilizzava il motore razzo a combustibile solido Thiokol TX-20 del missile MGM-29 Sergeant.

## Descrizione tecnica
Il missile WS-199B Bold Orion era un'arma bistadio, lungo 11,3 m, e largo 79 cm. L'arma era propulsa da un motore razzo a propellente solido Thiokol TX-20 che forniva una spinta di 50.000 lbf  (222 kN) per il primo stadio, e da un Allegany Ballistics Laboratory ABL X-248 Altair da 2.800 lbf (12,45 kN) per il secondo stadio. Il raggio d'azione con traiettoria balistica era di 1.770 km. La testata bellica non venne mai definita.

## Impiego operativo

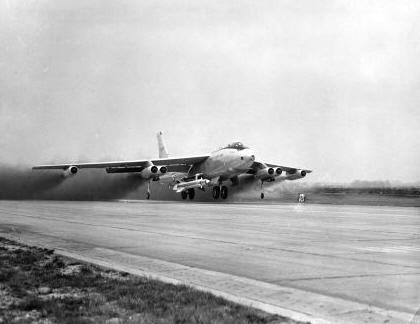
Decollo di un bombardiere Boeing B-47 Stratojet con un missile WS-199B Bold Orion agganciato ad un pilone subalare.

Avendo ricevuto dell'USAF la massima priorità di sviluppo, il primo collaudo in volo del missile WS-199B Bold Orion avvenne il 26 maggio 1958, con un lancio da parte di un bombardiere B-47 Stratojet, che lanciò il veicolo Bold Orion all'apice di una salita ad alta velocità e ad alto angolo. La tattica di lancio zoom climb, combinata con la spinta del motore a razzo del missile stesso, permetteva al missile di raggiungere la sua massima gittata o, in alternativa, di raggiungere lo spazio. I primi sei collaudi, di cui uno solo con esito negativo, dimostrarono la fattibilità del sistema ALBM, anche se per raggiungere la gittata prevista si dovette introdurre un secondo stadio derivato dal propulsore del missile ALTAIR.
Vennero condotti ulteriori cinque lanci di prova tra il dicembre 1958 e il giugno 1959, di cui tre nella configurazione bistadio che permise di raggiungere una gittata di 1.770 km.

### La versione anti-satellite
Visto che il missile WS-199B Bold Orion poteva raggiungere una quota di oltre 200 km, si pensò di realizzare una apposita versione capace di distruggere i satelliti nemici. Nella seconda metà del 1959 fu approntato un lancio sperimentale ASAT che fu effettuato il 13 ottobre. Lanciato da un bombardiere B-47 Stratojet alla quota di 11.000 m, il missile aveva come obiettivo il satellite Explorer 6 che era stato lanciato da Cape Canaveral il 7 agosto e dichiarato fuori uso il 9 ottobre per esaurimento della batterie di bordo. Al fine di controllare i risultati del test di intercettazione il missile Bold Orion trasmise in continuazione i dati a terra, lanciando anche una serie di flare per aiutare il tracking ottico dalla stazioni a terra. Il missile transitò a 6,4 km dal satellite Explorer 6 a una quota di 251 km, per cui si ritenne che, se il missile fosse stato equipaggiato con una testata nucleare, il satellite sarebbe andato distrutto. Si trattava della prima intercettazione di un satellite che fu considerata un successo, anche se il missile non era equipaggiato con la prevista testata bellica. L'amministrazione del presidente Dwight D. Eisenhower, contraria alla militarizzazione dello Spazio, decise di sospendere tutti i test. Tutti i risultati conseguiti dei test del missile Bold Orion confluirono nello sviluppo del nuovo ALBM GAM-87 Skybolt, designazione in codice WS-138.